# 윌리엄 틴들

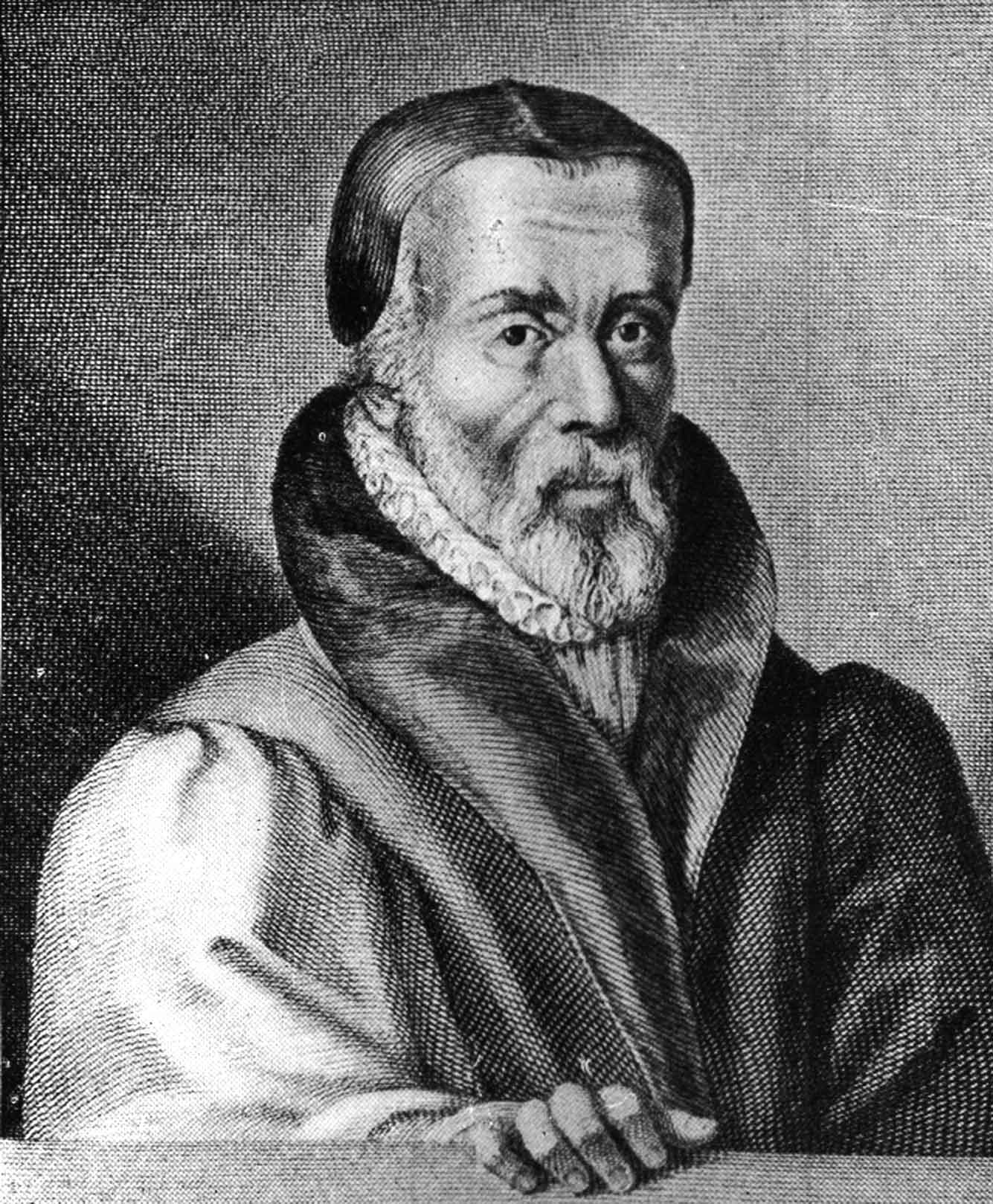

윌리엄 틴들(영어: William Tyndale, 1494년 ~ 1536년)은 영국의 종교인이다. 존 위클리프에게 영향을 받아 코이네 그리스어 성경을 영어로 번역한 사람이다. 그는 영어 번역을 위해 독일로 건너가 비밀리에 번역작업을 했으며 기존에는 없던 새로운 단어를 만들기도 했다. 성경을 번역한 죄로 체포되어 결국 1536년 10월 6일에 이단으로 몰려 화형당하고 말았다. 킹 제임스 성경 영어 판의 70%가 틴들의 성경에 근거한다. 그가 독일로 건너가서 동시대의 사람은 마틴 루터의 활동에 영감을 받은 것은 영국의 개혁운동이 외래의 영향을 통해 이루어진 가장 큰 이유로 이해된다.
영국 케임브리지에는 그의 이름 가진 틴들하우스가 있는데 많은 전문학자들이 연구하고 발표하는 연구소로 유명한 곳이다.

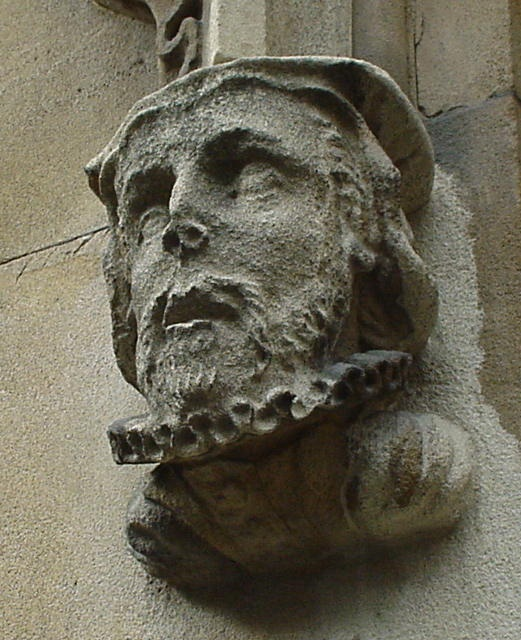
런던 성 둔스탄 교회(St Dunstan-in-the-West Church)의 윌리엄 틴들 조각

## 생애
윌리엄 틴들은 1494년 글로스터에서 태어났다. 1510년 옥스퍼드 대학교에 입학하여 1515년 문학 석사학위를 받은 후 성경을 연구하기 위해 1519년 케임브리지로 옮겼다. 성경 연구를 통해 로마 가톨릭교회의 오류를 발견한 틴들은 성경의 가르침에 따라 영국을 개혁하고자 하였다. 그는 성경을 "하나님의 말씀, 가장 진기한 보석, 지상에 남아 있는 가장 거룩한 유물이며, 신앙의 안내자요 지침서"라고 주장하였다.
틴들은 성경 지식을 보급함으로 종교개혁이 가능하다고 믿고, 성경을 영어로 번역하고자 하였다. 그러나 당시에 성경을 번역하거나 일반인들이 읽는 것은 로마 교황청이 엄격히 금하는 일로 붙잡힐 경우 화형을 당하게 되었다. 틴들은 이러한 박해와 체포 위협 속에서도 유럽 대륙을 떠돌며, 라틴어가 아니라 히브리어와 그리스어 원전에 의한 번역 작업을 계속해 1526년 영어 신약성서를 완성하고 독일에서 인쇄해 영국으로 보냈다. 틴들은 그 후에도 구약성서 번역 작업을 계속했지만, 1535년 네덜란드에서 성경을 영어로 번역했다는 죄목 때문에 체포되었고, 다음해에 화형을 당한다.
그의 사형 이후 엘리자베스 1세에 의해 영어 번역이 논의되었고 제임스 1세에 이르러 그의 번역을 기초로 한 킹제임스 버전 흠정역 성경이 나오게 되었다.

## 토머스 모어에 대한 비판

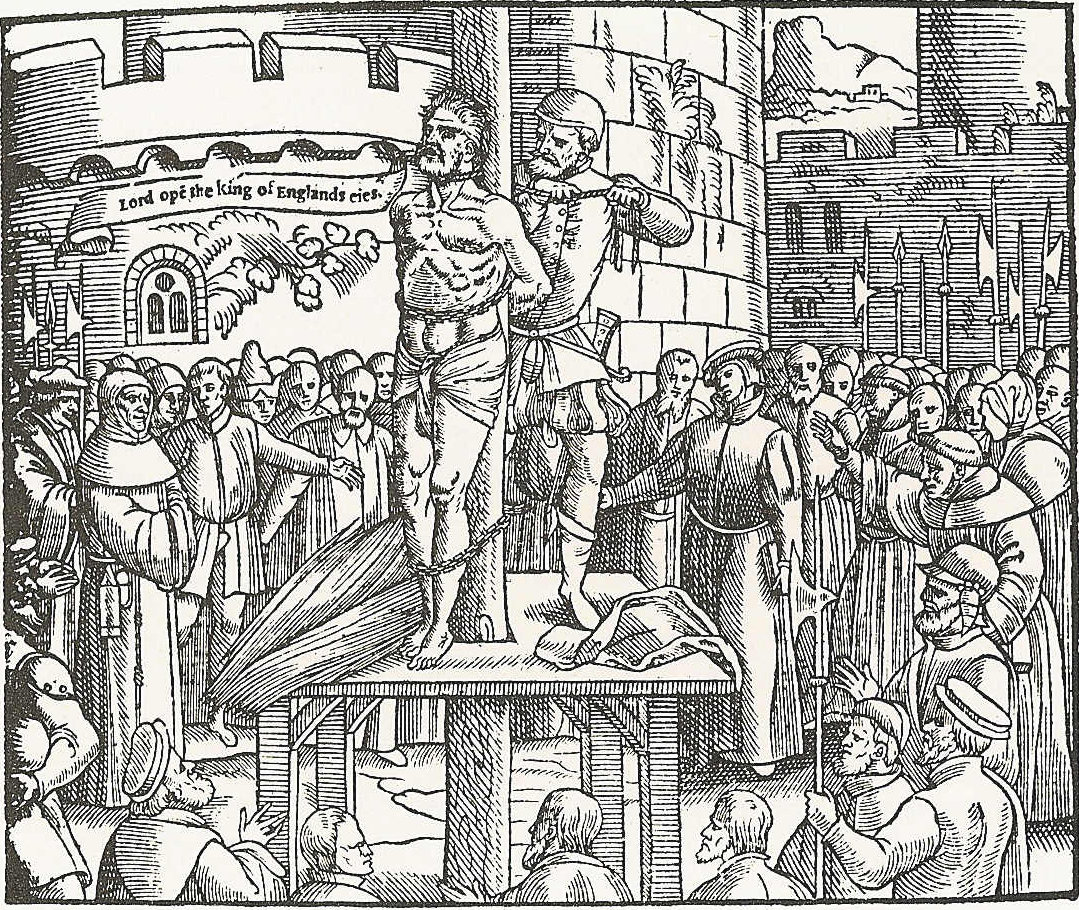
윌리엄 틴들이 화형당하기 전에 "하느님, 영국왕의 눈을 뜨게 하소서"라며 외치고 있다. 1563년 폭스의 순교사에 실린 삽화

윌리엄 틴들은 가톨릭 교회에서 성인으로 추앙받고 있는 토머스 모어를 “예수를 배신한 유다”라며 신랄하게 비판했다. 그는 1531년에 토머스 모어가 쓴 《이단에 관한 대화》를 반박하는 글 《토머스 경의 대화에 대한 응답》을 썼다. 이 책의 여백에다 그는 토머스 모어를 ‘거짓의 교황!’이라고 명시해 놓았다. 틴들은 토머스 모어가 전통을 성경보다 더 높게 평가한다고 생각했기 때문이었다. 틴들은 이 책에서 고백성사, 순례, 사죄경, 연옥, 십자가 기둥에 기도하기 등 가톨릭 전례들을 모두 바보스러운 의식과 성사라고 비판했다. 이러한 가톨릭을 옹호하는 모어를 “예수를 배신한 유다”라고 비판했다. 그는 모어가 복음의 진리를 외면하는 이유를 “성직자의 관을 쓴 자들의 도움으로 명예와 높은 자리, 권력과 돈을 얻기 위한 것”이라고 야유했다.
이에 토머스 모어는 분노했고 1532년에 장장 6권으로 된 책 《틴들의 응답을 논박함》을 펴냈다.이에 끝나지 않고 그는 틴들과 그 추종자들을 색출해 화형에 처하는데 앞장섰다. 토머스 모어는 틴들을 교회법으로나 세속법으로 옭아매어 빠져 나갈 수 없게 만들고 틴들의 추종자였던 ‘작은 빌니’, 틴들의 책을 영국으로 반입했던 베이필드, 런던의 가죽 상인 존 튜크스베리를 화형시켰다. 그리고 틴들의 영어성경과 저작들을 가지고 있던 법률가 제임스 베인햄을 잡아 모진 고문과 심문을 가했다. 하지만 그는 모진 고문 앞에서도 틴들은 나쁜 사람이 아니라고 진술했다. 그는 모진 고문과 협박에도 신념을 철회하지 않았다. 그는 화형대에서도 모국어 성경을 갖는 것은 정당하며, 로마의 주교는 적그리스도이며, 연옥은 존재하지 않으며, 그리스도의 피로 정결하게 되는 것이라고 주장했다.
게다가 하느님께 토머스 모어를 용서하라고 기도까지 하며 화형대에서 처형 당했다.

## 체포와 처형
틴들은 안트베르펜에서 숨어 살았다. 그는 엔트베르펜에 오기 전 함부르크에서 1529년에 모세 5경을 번역했다. 안트베르펜에 1년간 숨어 지내다가 영국인 밀고자의 고발로 황제의 대리인에게 붙잡히고 만다. 그는 황제의 법령에 의해 1536년 10월초에 사형을 선고 받았다. “주여, 영국 왕의 눈을 뜨게 하소서!” 라는 마지막 말을 남기고 화형당했다.

## 일화
에라스무스의 친구인 윌리엄 버치우스의 말에 따르면 틴들은 영어를 비롯해 히브리어, 그리스어, 라틴어, 이탈리아어, 에스파냐어, 프랑스어의 7개국어를 할 줄 알며 "그가 어떤 언어라도 모국어처럼 말하는 것을 본다면 매우 놀랄 것이다." 라고 말했다.

## 동시대의 인물
- 피에트로 폼포나치 : 이탈리아의 철학자로 이타주의적인 삶을 강조하였다. 이런 르네상스적 가르침은 영국 청교도들의 혐오의 대상이었다.[4]
- 데시데리위스 에라스뮈스: 옥스포드 대학 출신의 당시 가장 영향력있는 학자였다.
- 토마스 빌니 : 영국의 종교개혁의 아버지라고 불리는 최초의 순교자이다. 틴들에게도 영향을 주었다.[5]

## 같이 보기
- 루터 성경
- 공인본문